# Páez (ort)
Páez är en ort i Colombia.   Den ligger i departementet Boyacá, i den centrala delen av landet, 130 km öster om huvudstaden Bogotá. Páez ligger 1 316 meter över havet och antalet invånare är 1 220.
Terrängen runt Páez är bergig åt nordväst, men åt sydost är den kuperad. Runt Páez är det glesbefolkat, med 15 invånare per kvadratkilometer. Närmaste större samhälle är Miraflores, 14,8 km nordväst om Páez. I omgivningarna runt Páez växer i huvudsak städsegrön lövskog.